# مود فيرير
مود فيرير هي كاتبة للأطفال وكاتِبة بلجيكية، ولدت في 13 أكتوبر 1923 في بروكسل في بلجيكا، وتوفيت في 17 أكتوبر 1979.